# Thierry Gadou
Thierry Gadou (Vieux-Boucau-les-Bains, 13 de janeiro de 1969) é um ex-basquetebolista
profissional francês que atualmente está aposentado.
O jogador que possui 2,05 m e pesa 105 kg, atuava na posição Ala-pivô e em sua carreira na Seleção Francesa de Basquetebol conquistou a Medalha de Prata nos Jogos Olímpicos de Verão de 2000 em Sydney.